# Хантсвил (Тенеси)
Хантсвил (енгл. Huntsville) град је у америчкој савезној држави Тенеси.

## Демографија
По попису из 2010. године број становника је 1.248, што је 267 (27,2%) становника више него 2000. године.
| Група             | 2000.       | 2010.         |
| Белци             | 948 (96,6%) | 1.221 (97,8%) |
| Афроамериканци    | 11 (1,1%)   | 1 (0,1%)      |
| Азијати           | 1 (0,1%)    | 1 (0,1%)      |
| Хиспаноамериканци | 3 (0,3%)    | 7 (0,6%)      |
| Укупно            | 981         | 1.248         |